# Сьвеженко
Сьвеженко (пол. Świerzenko) — село в Польщі, у гміні Мястко Битівського повіту Поморського воєводства.
Населення — 508 осіб (2011).
У 1975-1998 роках село належало до Слупського воєводства.

## Демографія
Демографічна структура станом на 31 березня 2011 року:
|          | Загалом | Допрацездатний вік | Працездатний вік | Постпрацездатний вік |
| -------- | ------- | ------------------ | ---------------- | -------------------- |
| Чоловіки | 243     | 52                 | 175              | 16                   |
| Жінки    | 265     | 65                 | 162              | 38                   |
| Разом    | 508     | 117                | 337              | 54                   |